# Lingulida
Ordre
Les Lingulida sont un ordre de Brachiopoda, l'un des rares à contenir des espèces actuelles.

## Liste des sous-taxons
Selon World Register of Marine Species (12 octobre 2020)
- super-famille Acrotheloidea Walcott, 1908 †
  - famille Acrothelidae Schuchert, 1893 †
  - famille Botsfordiidae Schindewolf, 1955 †
- super-famille Discinoidea Gray, 1840
  - famille Discinidae Gray, 1840
  - famille Trematidae Schuchert, 1893 †
- super-famille Linguloidea Menke, 1828 
  - famille Aulonotretidae Williams et al., 2000 †
  - famille Dysoristidae Popov & Ushatinskaya, 1992 †
  - famille Elkaniidae Walcott & Schuchert in Walcott, 1908 †
  - famille Eoobolidae Holmer et al., 1996 †
  - famille Kyrshabaktellidae Ushatinskaya in Pelman et al., 1992 †
  - famille Lingulasmatidae Winchell & Schuchert, 1893 †
  - famille Lingulellotretidae Koneva & Popov, 1983 †
  - famille Lingulidae Menke, 1828
  - famille Obolidae King, 1846 †
  - famille Paterulidae Cooper, 1956 †
  - famille Pseudolingulidae Holmer, 1991 †
  - famille Zhanatellidae Koneva, 1986 †

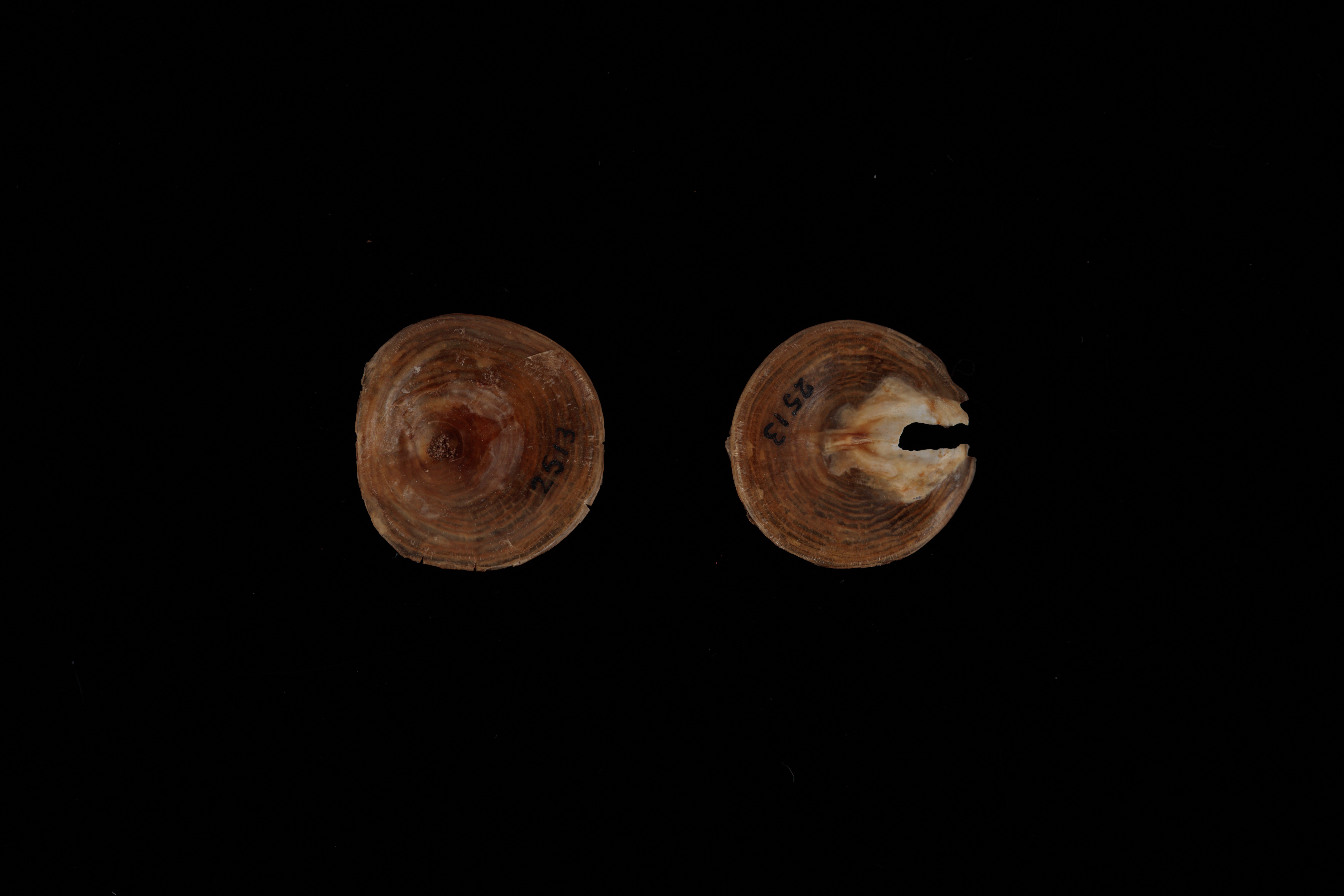
Discina lamellosa
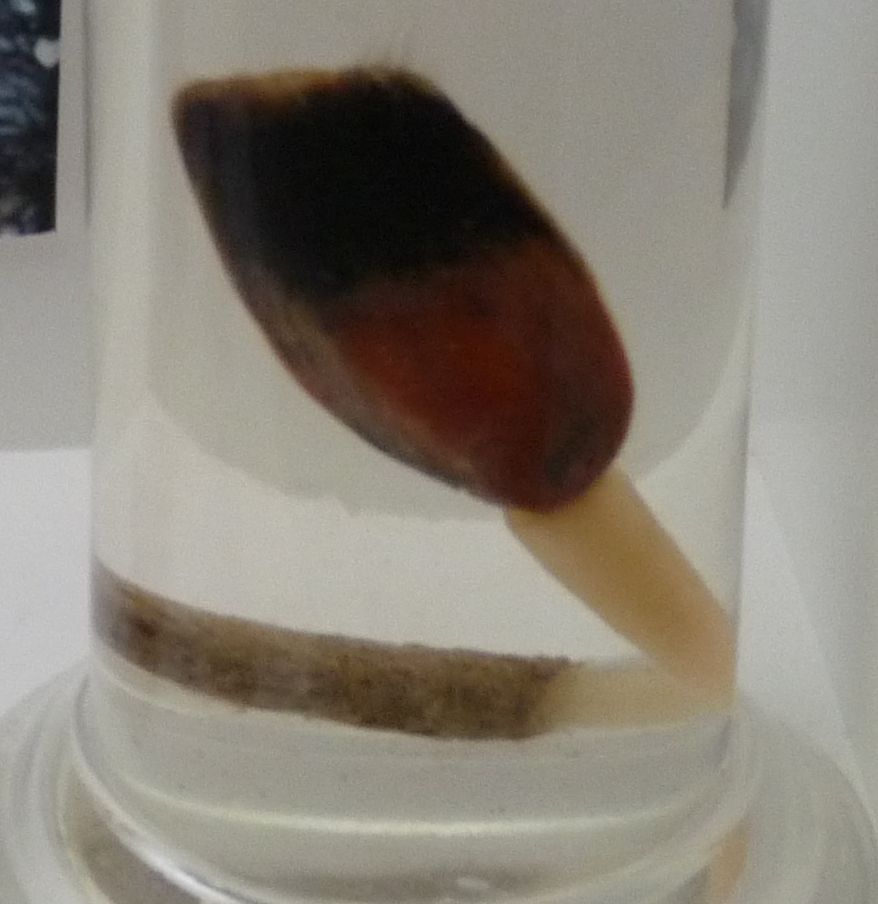
Lingula adamsi

## Systématique
Le nom valide complet (avec auteur) de ce taxon est Lingulida Waagen, 1885.

## Publication originale
- (en) W. H. Waagen, « Salt Range fossils, vol. I, part 4. Productus Limestone fossils, Brachiopoda », Memoirs of the Geological Survey of India. Palaeontologia Indica, Calcutta, 13e série, vol. 5,‎ 1885, p. 729–770 (ISSN 0970-0528).